# LG G8 ThinQ
LG G8 ThinQ — Android-смартфон, разработанный LG Electronics в рамках серии LG G. Официально об этом было объявлено 24 февраля 2019 года. Устройство является преемником LG G7 ThinQ 4G 2018 года.

## Технические характеристики

### Аппаратное обеспечение
LG G8 ThinQ использует металлический корпус со стеклянной подложкой и имеет класс защиты IP68 от воды и пыли. Он доступен в черном, сером и красном цветах. G8 оснащен дисплеем FullVision AMOLED с разрешением 1440p, диагональю 6,1 дюйма и соотношением сторон 19,5:9. G8 — первый телефон серии G с OLED-дисплеем, поскольку ранее он был зарезервирован для телефонов серии V, начиная с V30.
В G8 используется система на кристалле Qualcomm Snapdragon 855 с 6 ГБ оперативной памяти. Он предлагается с 128 ГБ встроенной памяти, которую можно расширить с помощью SD-карты. Он поддерживает беспроводную зарядку, и все модели будут поддерживать Qualcomm Quick Charge 3.0. Все модели на всех рынках будут оснащены четырьмя цифро-аналоговыми преобразователями (ЦАП) для улучшения звучания.
G8 сохраняет биометрические параметры G7, но представляет новую технологию «Hand ID», которая считывает схемы кровообращения и руки пользователя. G8 также поддерживает управление жестами AirMotion. Это стало возможным благодаря добавлению датчика времени полета, называемого Z-камерой.
Кроме того, G8 сохраняет динамик Boombox от G7 и добавляет «Crystal Sound», который вибрирует на экране, чтобы он работал как динамик вместо традиционного наушника. Однако в «восьмерке» по-прежнему используется обычный нижний динамик.
Как и у его предшественника G7, на боковой панели телефона есть кнопка, похожая на кнопку Samsung Bixby; хотя его нельзя переназначить, при удерживании он запускает Google Assistant, а не другой ИИ. Двойное нажатие на кнопку запускает Google Lens.
Камера представляет собой двойную или тройную установку в зависимости от рынка с основным объективом, широкоугольным объективом и телеобъективом, предназначенным только для Кореи; основной и телеобъектив имеют разрешение 12 МП, а широкоугольный — 16 МП. Телеобъектив отсутствует на других рынках, где вместо этого телефон имеет двойную камеру. На передней панели внутри выреза находится 8-мегапиксельная селфи-камера в сочетании с датчиком времени полета, используемым для отображения глубины.
Аккумулятор G8 на 16,7% больше, чем у его предшественника, и составляет 3500 мАч.

### Программное обеспечение
LG G8 ThinQ поставляется с Android 9 «Pie» и оболочкой LG UX. В ноябре 2019 года LG начала выпуск Android 10 для G8 ThinQ, а после и 11 с 12.

## Прием
LG G8 ThinQ получил смешано-положительный приём журналистов. The Verge поставил G8 6,5, высоко оценив эргономику, Quad DAC, Face Unlock и время автономной работы, а также критикуя пьезоэлектрический динамик, Hand ID и AirMotion, отметив, что он «может не получать своевременные обновления программного обеспечения». Engadget поставил G8 73 балла, назвав это «упущенной возможностью». Веласко похвалил дизайн, дисплей и производительность, и у него были аналогичные жалобы. CNET дал G8 8,5, отметив, что «LG G8 ThinQ - объективно отличный телефон ... с высокой ценой и без выдающихся функций», но критически относился к портретному режиму для видео.
G8x также получил неоднозначные отзывы: 7 баллов от The Verge, 74 балла от Engadget, 8,3 балла от CNET, 4 звезды от TechRadar и 3 звезды от Digital Trends.
G8s получил похвалу от Notebook Check за приличное время автономной работы и хорошие динамики, но подвергся критике за плохую работу камеры при слабом освещении.
Вариант G8 с тремя камерами получил общий балл 96 на DxOMark, с оценкой фото 99 и оценкой видео 89, связав его с OnePlus 6. Хотя он не входит в число лучших камер смартфонов на сайте, его оценка на 13 баллов лучше, чем у его предшественника, и на 2 балла больше, чем у V40.

## Варианты

### LG G8s ThinQ
LG G8s ThinQ был выпущен на некоторых рынках Европы, Латинской Америки, Африки и Ближнего Востока в июле 2019 года. Визуально G8s отличается от G8 большей выемкой и большим количеством цветовых вариантов. Он использует тот же набор микросхем, что и G8, но имеет более медленную зарядку (18 Вт по сравнению с 21 Вт на G8), немного большую батарею емкостью 3550 мАч и модель на 64 ГБ. Дисплей больше на 6,21 дюйма, но это 1080p (1080×2248). G8s имеет тройную настройку камеры на всех рынках, но камера имеет некоторые небольшие понижения с точки зрения апертуры и фокусного расстояния, имея сверхширокий датчик с более низким разрешением. G8s имеет стереодинамики, как G8, но не имеет технологии Crystal Sound G8.

### LG G8x ThinQ
LG G8x ThinQ был выпущен в ноябре 2019 года с более новым программным обеспечением LG UX 9. Аксессуар Dual Screen поставляется в комплекте с устройством и подключается через порт USB-C. Он может запускать два приложения одновременно или расширять дисплей при использовании веб-браузера. Экран 6,4 дюйма с Gorilla Glass 6 и разрешением 1080p (1080 × 2340). Монохромная панель на противоположной стороне показывает время, дату, уровень заряда батареи и несколько значков уведомлений. На задней панели присутствует двойная камера. , без телеобъектива. Селфи-камера имеет разрешение 32 МП против 8 МП на G8 и G8s. Кроме того, во время записи видео пользователи теперь могут переключаться между передней и задней камерами. Устройство использует оптический сканер под дисплеем и батарея также больше и составляет 4000 мАч. Устройство было запущено в Южной Корее как LG V50S ThinQ с возможностями 5G.